# Angus Cloud
Angus Cloud   (Oakland, 10 de juliol de 1998 - Oakland, 31 de juliol de 2023) va ser un actor estatunidenc. Es va donar a conèixer amb la seva interpretació de Fezco a la sèrie dramàtica de HBO Euphoria (2019-2022) i va tenir papers destacats a les pel·lícules North Hollywood (2021), The Line (2023), Abigail i Garfield: La pel·lícula (ambdues del 2024). També va aparèixer en videoclips de Noah Cyrus, Juice Wrld, Becky G i Karol G.

## Biografia
Conor Angus Cloud Hickey va néixer el 10 de juliol de 1998 i va créixer a Oakland. Era d'ascendència irlandesa, amb la majoria de la seva família encara residint a Irlanda. Tenia dues germanes bessones més petites, Molly i Fiona. Va estudiar disseny de producció a l'Oakland School for the Arts, on va ser company de classe de la seva futura coprotagonista d'Euphoria Zendaya. Cloud va explicar que va patir «lleus danys cerebrals» després de caure el 2013 en un pou de construcció en un carrer sense il·luminar al centre d'Oakland. Arran de l'accident tenia una cicatriu al costat esquerre de la testa.
Mentre treballava al restaurant Woodlands a prop del Barclays Center de Brooklyn, a Nova York, Cloud va ser descobert per la directora de càsting d'Euphoria Jennifer Venditti i inicialment va pensar que estava intentant enganyar-lo. A la sèrie va interpretar a Fezco, un traficant de drogues bonhomiós que sovint proporciona orientació moral a alguns dels personatges principals de la sèrie. The Wall Street Journal va descriure el personatge com un «camell lloable», i el seu personatge es va ampliar a la segona temporada. Mai no havia actuat abans del seu paper a Euphoria, la seva única experiència en l'àmbit cinematogràfic havia estat construint escenografies i havia treballat en tasques d'il·luminació i so al departament de teatre de la seva escola de secundària.
El 2019 Cloud va aparèixer fent d'ell mateix a la sèrie de televisió The Perfect Women. El 2020, va aparèixer al videoclip de Noah Cyrus «All three». El 2021 va interpretar a Walker a la pel·lícula de comèdia dramàtica North Hollywood. El 2022 va aparèixer en dos videoclips, «Cigarettes» de Juice Wrld i «Mamiii» de Becky G i Karol G. El 2023 va aparèixer a la pel·lícula The Line interpretant Robert DeWitt. Cloud va tenir papers en tres pel·lícules que no s'havien estrenat en el moment de la seva mort: les pel·lícules de terror Your Lucky Day i Abigail, i la pel·lícula de comèdia Freaky Tales.
Cloud va ser trobat mort a la casa de la seva família a Oakland el 31 de juliol de 2023 a l'edat de 25 anys. La causa de la mort va ser una intoxicació per drogues combinades, una barreja letal de metamfetamina, fentanil, cocaïna i benzodiazepines, segons l'oficina del forense del comtat d'Alameda. La seva mare va assenyalar que les seves últimes paraules abans de la mort van ser I love you, mama.